# Зариф Башири
Зариф Башири (на татарски: Зариф Бәшири) е татарски и башкирски съветски писател, поет, литературовед, журналист, преводач и ентограф. Създава произведения на татарски, узбекски, уйгурски, башкирски и руски език.

## Биография и творчество
Зариф Башири, с рождено име Зариф Шарафетдин ули Башири, е роден на 5 май 1888 г. в село Чут, Чивилска околия, Казанска губерния (днешен Кайбицки район на Република Татарстан), Руска империя, в семейството на молла. В периода 1898 – 1902 г. учи в медресето „Нурия“ в град Буинск, а после в периода 1902 – 1904 г. в медресето на село Акиегетово. След като завършва работи като учител в родното си село, Постъпва в медресето „Мухаммадия“, което завършва през 1908 г.
Първите му публикации се отнасят към периода на обучение в медресето „Мухаммадие“. От 1905 г. са първите му стихотворения „Да живее свободата!“ и „Апел до Думата“, издадени през 1906 г във вестник „Казан Мухбире“ (Казански бюлетин). Впоследствие е публикуван в списанията „Шура“ (Съвет) и „Чүкеч“ (Чук), и във вестниците „Фикер“ (Мисъл), „Йолдыз“ (Звезда) и „Вакыт“ (Време). Първата му книга, стихосбирката „Миллет кайтасы“ (С грижа за нацията), е издадена през 1907 г. Стихотворенията в нея – „Мечтите на един слуга“, „Бедният“ и „Старицата“ са пропити със съчувствие към бедните. Лиричните стихове „Облакът и желанията на децата“ и „На гроба на майката“ впоследствие стават любими произведения на учениците и се превръщат в народни песни.
През 1908 г. се премества в Оренбург, където в периода 1908 – 1910 г. издава 8 стихосбирки – „Звуците на река Тути“, „Стихотворения“, „Пролетно слънце“, „Утринен звън“, „В памет“, „Утеха или пробуждане“, „Пролетна капка“, и „Люлка на чувствата“. Работи като коректор в печатница „Каримов, Хусаинов и К°“, после е главен секретар в списание „Чүкеч“. Прави и научни изследвания като и през 1909 г. публикува етнографските очерци „Чуваши“ и „Мещеряки“ за за живота и бита на чувашите и мишарите в началото на XX век.
От 1910 г. преподава татарски и руски език и литература в селата Алагулово и Верки в Пензенска и Тамбовска губерния. През 1911 г. е публикуван разказът му „Аниса чувашкото момиче“. От 1913 г. е учител в село Капал (сега в Казахстан). Изучава езиците, живота и бита на казахския, уйгурския и узбекския народи. От 1917 г. работи към вестника и сатиричното списание „Садак“ (Лъч) в град Верном (от 1921 г. Алмати). В периода 1918 – 1919 г. е началник на отдела за народна просвета в Жаркент (Казахска ССР), а след това работи в учебните заведения на град Ташкент и заема отговорни длъжности в редакциите на вестници и списания. От 1921 г. е член на управителния съвет на Сдружението на пролетарските писатели. Приятел е с Мажит Гафури и Сагит Рамиев.
През 1923 г. е издаден романът му „Тау Култакларында“ (В клисурата). Същата година пише пиесата „Садыр Хонрук“, чиято постановка е на уйгурската театрална група в Дома на националните малцинства в Алма-Ата, и става една от първите театрални постановки на уйгурски език.
До 1930 г. преподава узбекски и уйгурски езици и литература в Централноазиатския държавен университет в Ташкент, Узбекска АССР. През този период в Казан са сборниците му „Узбекска литература“, „Уйгурска литература“, „Чувашка литература“ с преводи, чиято цел е да запознае татарския читател с националните литератури на тези народи.
В периода 1930 – 1931 г. живее и работи в Донбас в град Сталино (днес Донецк) като ръководител на отдела за литература на татарския вестник „Пролетар“. В периода 1931 – 1933 г. работи като старши инспектор в Народният комисариат на финансите на РСФСР в Москва, а през 1933 г. е изпратен в Уфа като инспектор в Народния комисариат на финансите на Башкирската автономна съветска социалистическа република. През 1938 г. е приет за член на Съюза на съветските писатели на БАССР (днес Съюз на писателите на Република Башкортостан).
На 28 април 1938 г. е арестуван, осъден е като враг на народа за национализъм. В периода 1938 – 1943 г. е депортиран в лагера в Колима (ГУЛАГ), а след това е въдворен в Белебеевския район на Башкирска АССР до 1948 г. През 1948 г. се връща в Уфа. Реабилитиран е на 19 септември 1956 г. На 30 октомври 1956 г. е възстановен в Съюза на писателите на Башкирия като „един от най-старите татарски писатели“.
Живее в Уфа и се занимава с издателска и просветителска дейност. След 27-годишно прекъсване в Казан и Уфа започват да се издават негови непубликувани досега произведения. През последните години от живота си работи по мемоарите „Спомени на съвременниците“, издадени в съкратен вариант през 1968 г.
Зариф Башири умира на 21 октомври 1962 г. в Уфа, Башкирска АССР. Погребан е в мюсюлманското гробище на града.

## Произведения

### Поезия
- Миллет кайтасы (1907)[2]
- Тутый тавышы: шигырьләр (1908)
- Язгы кояш: Шигырьләр (1908)
- Иртәнге азан (1909)
- Юаткыч ѝә уяткыч: шигырьләр (1909)
- Ядкяр: шигырьләр (1909)
- Яз тамчылары (1909)
- Хиссият бишеклары (1910)
- Нургали солдат (1911) – хумористична поема
- Сыерныу тыярсыстыяле (1911) – поема
- Якшшын абый кызлары (1912) – поема
- Карун белән Һарун хикәясе (1912) – поема
- Аслан – сылыкта (1912)
- Хиссият бишекләре (1913)
- Иранда өч илбасар хикәясе (1914)
- Тамир кызлары () – поема
- Иснанкызы Аллаэтда () – поема
- Авылларда давыйлар () – роман в стихове
- Шиғырьләр (1927)
- Текә ташлар әйләнәсендә (1930)
- Поезд (1930)

### Романи
- Тау Култакларында (1923)[2]
- Аумакайлыжстан (?)

### Повести и проза
- Шаян Фәһим (1910) – разказ
- Чуваш кызы Әнисә (1911)
- Фаэтончи (1911)
- Оч юлбасар (1911)
- Тыуфылык хидаяк (1911)
- Картада отылган кыз хикәясе (1912)
- Эффек кульмек (1928)
- Цин Цзян-линын булэкэрэ (1937)

### Пиеси
- Садыр Хонрук (1923)

### Документалистика
- Чуваши (1909) – етнографски очерк за живота и бита на чувашкия народ в началото на XX век
- Мещеряки (1909) – етнографски очерк за живота и бита на мишарите
- Чуваш әдәбияты (1928)
- Үзбәк әдәбияты (1929)
- Уйгур әдәбияты (1931)
- Замандашларым белән очрашулар: Язучы истәлекләре (1968) – мемоари